# Snooker Shoot Out 2011
Snooker Shoot Out 2011 – pierwsza edycja turnieju Snooker Shoot Out. Zawody odbyły się w dniach 28–30 stycznia 2011 roku w Circus Arena w Blackpool. Turniej jest wzorowany na nieistniejących już zawodach Pot Black.

## Nagrody finansowe
Zwycięzca: 32,000£

Finalista: 16,000£

1/2 finału: 8,000£

1/4 finału: 4,000£

Last 16: 2,000£

Last 32: 1,000£

Last 64: 500£
Najwyższy break: £2,000£

Łączna pula nagród: £130,000£

## Wyniki turnieju
W turnieju wzięło udział 63 zawodników (Liang Wenbo wycofał się, oddając walkowerem swój pierwsze mecz), rozegrano 62 spotkania. Losowanie par pierwszej rundy miało miejsce 28 listopada 2010 roku. Turniej nie posiadał drabinki: kojarzenia par w każdej z rund miało miejsce tuż przed jej rozpoczęciem.

### Runda 1
- Tony Drago w/o–w/d  Liang Wenbo
- Mark Allen 34–71  Ryan Day
- Stephen Lee 62–34  Michael Holt
- Nigel Bond 46–24  Joe Jogia
- Stephen Hendry 29–55  Fergal O’Brien
- Robert Milkins 82–6  Martin Gould
- Andrew Higginson 27–16  Jamie Burnett
- Tom Ford 84–0  Stephen Maguire
- Ding Junhui 15–71  Dominic Dale
- Jimmy White 28–62  Ali Carter
- Michael Judge 26–72  Alan McManus
- Mark Williams 7–93  John Higgins
- Ronnie O’Sullivan (113)–0  Marco Fu
- Peter Ebdon 24–69  Steve Davis
- Jimmy Michie 21–32  Marcus Campbell
- Mark King 79–0  Jimmy Robertson
- Barry Pinches 15–106  Neil Robertson
- Peter Lines 65–24  Barry Hawkins
- Shaun Murphy 28–30  Rory McLeod
- Alfie Burden (106)–0  Matthew Selt
- Ricky Walden 0–130  Joe Perry
- Judd Trump 52–31  Dave Harold
- Graeme Dott 99–16  Matthew Couch
- Jamie Cope 1–81  Ken Doherty
- Adrian Gunnell 85–30  David Morris
- Gerard Greene 38–55  Rod Lawler
- Matthew Stevens 36–67  Mike Dunn
- Stuart Pettman 41–35  Bjorn Haneveer
- Joe Swail 6–49  Mark Davis
- Andy Hicks 34–44  Mark Selby
- Anthony Hamilton 70–31  Anthony McGill
- Stuart Bingham 51–31  Ian McCulloch

### Runda 2
- Nigel Bond 96–0  Stephen Lee
- Mark Davis  30–31  Judd Trump
- Marcus Campbell 67–1  Andrew Higginson
- Mike Dunn 66–59  Alfie Burden
- Robert Milkins 54–9  Tom Ford
- Stuart Bingham 37–34  Adrian Gunnell
- Rory McLeod 61–57  Tony Drago
- Mark Selby 89–6  Stuart Pettman
- Peter Lines 54–47  John Higgins
- Alan McManus 49–50  Neil Robertson
- Rod Lawler 34–93  Ronnie O’Sullivan
- Ali Carter 48–57  Fergal O’Brien
- Dominic Dale 15–52  Anthony Hamilton
- Mark King 120–0  Steve Davis
- Joe Perry 25–83  Ken Doherty
- Ryan Day 53–40  Graeme Dott

### Runda 3
- Mark King 61–5  Fergal O’Brien
- Nigel Bond 47–45  Rory McLeod
- Stuart Bingham 6–46  Mike Dunn
- Judd Trump 39–37  Peter Lines
- Ryan Day 22–48  Robert Milkins
- Neil Robertson 63–13  Ken Doherty
- Ronnie O’Sullivan (129)–0  Mark Selby
- Marcus Campbell 88–0  Anthony Hamilton

### Ćwierćfinały
- Robert Milkins 50–27  Judd Trump
- Mark King 23–29  Nigel Bond
- Neil Robertson 49–57  Marcus Campbell
- Ronnie O’Sullivan 97–14  Mike Dunn

### Półfinały
- Nigel Bond 55–14  Marcus Campbell
- Robert Milkins 72–35  Ronnie O’Sullivan

### Finał
- Nigel Bond 62–23  Robert Milkins

## Breaki stupunktowe
- 129, 113 Ronnie O’Sullivan
- 112 Mark King
- 106 Alfie Burden